# Aedes valeryi
Aedes valeryi är en tvåvingeart som beskrevs av Gornostaeva 2005. Aedes valeryi ingår i släktet Aedes och familjen stickmyggor. Inga underarter finns listade i Catalogue of Life.